# Armorial des départements de France
Les armoiries des départements de France sont souvent basées sur les armoiries des anciennes provinces de France. 
Une majeure partie des collectivités territoriales préférant utiliser des logotypes, seul un tiers des armoiries départementales sont officielles, deux tiers sont non officielles ou des propositions. En 1950, l'héraldiste Robert Louis a notamment édité l'ouvrage Marques symboliques des départements français dans lequel il propose des armoiries pour l'ensemble des départements français de l'époque. 
Ainsi, parmi les conseils départementaux qui ont officiellement adopté des armoiries, certains ont choisi celles proposées par Robert Louis alors que d'autres ont adopté des armoiries différentes.

## Départements métropolitains
Les armoiries ayant reçu une reconnaissance officielle sont grisées.
| Département                                                                      | Département                                                                      | Département                                                                 | Armoiries | Blasonnement et description |
| -------------------------------------------------------------------------------- | -------------------------------------------------------------------------------- | --------------------------------------------------------------------------- | --- | --- |
|                                                                                  | 01 Ain (armorial des communes)                                                   | 01 Ain (armorial des communes)                                              | | Écartelé : en 1 d’azur au lion contourné d’hermine (seigneurie de Bâgé/Bresse), en 2 d’azur aux trois morailles d’or rangées en pal et au chef d’argent chargé d’un lion issant de gueules (pays de Gex), en 3 d’azur aux trois fleurs de lys d’or et au bâton péri en bande de gueules (Dombes) et en 4 de gueules au lion d’hermine (Bugey) ; sur l’écartelé la croix tréflée d’argent (Bourg-en-Bresse). Ces armoiries ont été proposées par Pierre-Henri Chaix en 1983 au préfet et au président du conseil général mais n'ont pas été adoptées officiellement par le département. Elles ont été utilisées par les archives départementales de l'Ain et réalisées par leur directeur Paul Catin |
|                                                                                  | 01 Ain (armorial des communes)                                                   | 01 Ain (armorial des communes)                                              | Écartelé au premier d'argent à la bande d'azur accostée de deux lionceaux de sable (Bresse) ; au deuxième d'azur à deux broyes d'or, au chef d'argent chargé d'un lion issant de gueules (Pays de Gex) ; au troisième d'azur à trois fleurs de lys d'or au bâton de gueules brochant sur le tout (Dombes) ; au quatrième de gueules au lion d'hermines (Bugey). Armoiries proposées en 1952 par Robert Louis utilisées par la préfecture. | |
|                                                                                  | 01 Ain (armorial des communes)                                                   | 01 Ain (armorial des communes)                                              | D'argent à la bande d'azur accostée de deux lionceaux de sable (Bresse). Armoiries proposées en 1950 par Robert Louis mais elles n'ont jamais été utilisées. | |
|                                                                                  | 02 Aisne (armorial des communes)                                                 | 02 Aisne (armorial des communes)                                            | | Coupé, d'or à trois bandes d'azur (Ponthieu) et d'azur à une bande d'argent accostée de deux cotices potencées et contre-potencées d'or (Champagne) ; à la fasce ondée d'argent brochant sur la partition (rivière Aisne). Armoiries proposées par Robert Louis |
|                                                                                  | 02 Aisne (armorial des communes)                                                 | 02 Aisne (armorial des communes)                                            | Tiercé en bande : au premier échiqueté d'or et d'azur (Vermandois) ; au deuxième d'azur à la bande d'argent accompagnée de deux cotices potencées et contre-potencées d'or (Champagne) ; au troisième d'azur à trois fleurs de lis d'or (Île-de-France) | |
|                                                                                  | 03 Allier (armorial des communes)                                                | 03 Allier (armorial des communes)                                           | | D’azur semé de fleurs de lys d’or à la bande de gueules. Armoiries du Bourbonnais, proposées par Robert Louis comme armoiries du département. Elles ont été utilisées par les archives départementales de l'Allier sur leur papier à entête. |
|                                                                                  | 04 Alpes-de-Haute-Provence (armorial des communes)                               | 04 Alpes-de-Haute-Provence (armorial des communes)                          | | D’azur à la fleur de lys d’or surmontée d’un lambel de gueules, à la plaine émanchée de trois pièces d’argent. Armoiries proposées par Robert Louis. Ce sont les armes angevines de Provence avec un émanché évoquant les Alpes. |
|                                                                                  | 05 Hautes-Alpes (armorial des communes)                                          | 05 Hautes-Alpes (armorial des communes)                                     | | Parti, en 1 de gueules à la croix cléchée, vidée et pommetée de douze pièces d’or (Marquisat de Provence) et en 2 d’or au dauphin d’azur crêté, barbé, loré, peautré et oreillé de gueules (Dauphiné) ; au chef d’azur semé de fleurs de lys d’or. Les armoiries ont été créées en 1941 par Georges de Manteyer, archiviste du département. Elles ont été adoptées par le département. |
|                                                                                  | 05 Hautes-Alpes (armorial des communes)                                          | 05 Hautes-Alpes (armorial des communes)                                     | D'or au dauphin vif d'azur, crêté, oreillé et barbé de gueules, émanché en pointe de deux pièces d'azur. Armoiries proposées par Robert Louis. Ce sont les armes du Dauphiné avec un émanché en pointe évoquant les montagnes. | |
|                                                                                  | 06 Alpes-Maritimes (armorial des communes)                                       | 06 Alpes-Maritimes (armorial des communes)                                  | | D'argent à l’aigle couronnée de gueules au vol abaissé, empiétant une montagne de trois coupeaux de sable issant d’une mer d’azur mouvant de la pointe et ondée d’argent. Armoiries du comté de Nice, proposées par Robert Louis comme armoiries du département. |
|                                                                                  | 07 Ardèche (armorial des communes)                                               | 07 Ardèche (armorial des communes)                                          | | D’azur semé de fleurs de lys d’or à la bordure du même chargée de huit écussons aussi d’azur. Armoiries du Vivarais, proposées par Robert Louis comme armoiries du département. Elles ont été utilisées par le conseil général en 1982 et sur certains panneaux routiers. |
|                                                                                  | 08 Ardennes (armorial des communes)                                              | 08 Ardennes (armorial des communes)                                         | | D’azur à la bande d’argent côtoyée de deux doubles cotices potencées et contre-potencées d’or, à l'écusson d'argent chargé d'un sanglier de sable brochant en abîme, au chef de gueules chargé de trois râteaux démanchés d’or ordonnés 2 et 1. Elles ont été adoptées en 1950 : ce sont les armoiries proposées par Robert Louis avec l'ajout d'un écusson figurant l'animal emblématique des Ardennes. |
|                                                                                  | 08 Ardennes (armorial des communes)                                              | 08 Ardennes (armorial des communes)                                         | D’azur à la bande d’argent côtoyée de deux doubles cotices potencées et contre-potencées d’or, au chef de gueules chargé de trois râteaux démanchés d’or ordonnés 2 et 1. Armoiries proposées par Robert Louis. Ce sont les armes de Champagne avec le chef du comté de Rethel. | |
|                                                                                  | 09 Ariège (armorial des communes)                                                | 09 Ariège (armorial des communes)                                           | | D’or aux trois pals de gueules (comté de Foix) et à l’écusson d’azur chargé d’une cloche d’argent brochant sur le tout (Couserans). Armoiries proposées par Robert Louis. |
|                                                                                  | 10 Aube (armorial des communes)                                                  | 10 Aube (armorial des communes)                                             | | D’azur à la bande d’argent côtoyée de deux doubles cotices potencées et contre-potencées d’or, au chef ondé d’argent. Armoiries proposées par Robert Louis et adoptées le 13 mai 1958 par le conseil général. Ce sont les armes de Champagne avec un chef ondé d'argent qui rappelle le nom du département (latin alba (blanc) qui a donné Aube). |
|                                                                                  | 10 Aube (armorial des communes)                                                  | 10 Aube (armorial des communes)                                             | D’azur à la bande d’argent côtoyée de deux doubles cotices potencées et contre-potencées d’or, au chef ondé d’or. Variante des armoiries précédentes, présentes sur la carte « Marques symboliques » de Robert Louis et sur l'emblème des sapeurs-pompiers de l'Aube. | |
|                                                                                  | 11 Aude (armorial des communes)                                                  | 11 Aude (armorial des communes)                                             | | De gueules à la croix cléchée, vidée et pommetée de douze pièces d’or, à la bordure crénelée d’argent. Armoiries proposées par Robert Louis. Ce sont les armes du Languedoc avec une bordure crénelée évoquant les remparts de Carcassonne. |
|                                                                                  | 12 Aveyron (armorial des communes)                                               | 12 Aveyron (armorial des communes)                                          | | De gueules au léopard lionné d’or. Armoiries du Rouergue proposées comme armoiries du département par Robert Louis. Les armoiries figurent dans l'Armorial des chefs-lieux de canton du département de l'Aveyron. |
|                                                                                  | 13 Bouches-du-Rhône (armorial des communes)                                      | 13 Bouches-du-Rhône (armorial des communes)                                 | | D’or au gousset renversé d’azur chargé en cœur d’une fleur de lys du champ surmontée d’un lambel de gueules brochant sur le tout. Armoiries proposées par Robert Louis. Ce sont les armes angevines de Provence avec un gousset renversé évoquant le delta du Rhône. |
|                                                                                  | 14 Calvados (armorial des communes)                                              | 14 Calvados (armorial des communes)                                         | | Coupé ondé, en 1 d’azur plain et en 2 de gueules aux deux léopards d’or, armés et lampassés d’azur. Armoiries proposées par Robert Louis. Ce sont les armes de la Normandie avec un champ d'azur évoquant la mer. Ces armoiries auraient été officiellement adoptées en 1972. En 1992, une discussion a eu lieu en préfecture en vue de discuter des armoiries du département. |
|                                                                                  | 15 Cantal (armorial des communes)                                                | 15 Cantal (armorial des communes)                                           | | D’or au gonfanon de gueules frangé de sinople (Auvergne), sur le tout d’azur à la bande d’or accompagnée de six coquilles d’argent (vicomté d'Aurillac). Armoiries proposées par Robert Louis. |
|                                                                                  | 16 Charente (armorial des communes)                                              | 16 Charente (armorial des communes)                                         | | Coupé, en 1 d’azur aux trois fleurs de lys d’or surmontées d’un lambel d’argent (maison d'Angoulême) et en 2 losangé d’or et de gueules (Taillefer) ; à la burelle ondée d’argent brochant sur la partition. Armoiries proposées par Robert Louis. La burelle représente le fleuve Charente. |
|                                                                                  | 17 Charente-Maritime (armorial des communes)                                     | 17 Charente-Maritime (armorial des communes)                                | | Coupé ondé, au premier d'azur à la mitre d'argent accompagnée de trois fleurs de lys d'or (Saintonge) ; au deuxième de gueules à une perdrix couronnée d'or (Aunis) ; une fasce ondée d'argent brochant sur la partition. Armoiries proposées par Robert Louis. La fasce ondée représente la Charente. |
|                                                                                  | 17 Charente-Maritime (armorial des communes)                                     | 17 Charente-Maritime (armorial des communes)                                | Parti : au premier d'azur à la mitre d'argent accompagnée de trois fleurs de lys d'or, au second de gueules à la perdrix couronnée contournée d'or Variante des armoiries précédentes. | |
|                                                                                  | 18 Cher (armorial des communes)                                                  | 18 Cher (armorial des communes)                                             | | D’azur semé de fleurs de lys d’or, à la bordure engrêlée cousue de gueules, à la fasce ondée d’argent brochant sur le tout. Armoiries proposées par Robert Louis. Ce sont les armes du Berry, la fasce ondée évoquant la rivière Cher. |
|                                                                                  | 19 Corrèze (armorial des communes)                                               | 19 Corrèze (armorial des communes)                                          | | Écartelé, en 1 d’or aux deux lions léopardés de gueules (Comborn), en 2 échiqueté de gueules et d’or de six tires (Ventadour), en 3 coticé d’or et de gueules de dix pièces (Turenne), et en 4 d’or aux trois lionceaux d’azur armés et lampassés de gueules (Limoges). Armoiries adoptées officiellement le 11 janvier 1975, |
|                                                                                  | 19 Corrèze (armorial des communes)                                               | 19 Corrèze (armorial des communes)                                          | D'hermine à la bande de gueules, à la bande ondée brochant sur le tout Armoiries proposées par Robert Louis. Ce sont les armes du Limousin avec une bande ondée représentant la rivière Corrèze. | |
|                                                                                  | 2A Corse-du-Sud (armorial des communes)                                          | (20) Corse (collectivité)                                                   | | D’argent à la tête de maure de sable animée et tortillée aussi d’argent. Armoiries de la Corse proposées par Robert Louis comme armoiries du département de Corse. |
|                                                                                  | 2B Haute-Corse (armorial des communes)                                           | (20) Corse (collectivité)                                                   | | D’argent à la tête de maure de sable animée et tortillée aussi d’argent. Armoiries de la Corse proposées par Robert Louis comme armoiries du département de Corse. |
|                                                                                  | 21 Côte-d’Or (armorial des communes)                                             | 21 Côte-d’Or (armorial des communes)                                        | | D’or au chef parti, en 1 d’azur semé de fleurs de lys d’or et à la bordure componée d’argent et de gueules, et en 2 bandé d’or et d’azur de six pièces et à la bordure de gueules. Armoiries proposées par Robert Louis. Le chef dérive des armoiries de Bourgogne, le champ est parlant. |
|                                                                                  | 22 Côtes-d’Armor (armorial des communes)                                         | 22 Côtes-d’Armor (armorial des communes)                                    | | Coupé émanché d’azur et d’hermine. Armoiries proposées par Robert Louis. Ce sont les armes de Bretagne avec un émanché évoquant la côte. |
|                                                                                  | 23 Creuse (armorial des communes)                                                | 23 Creuse (armorial des communes)                                           | | D’azur semé de fleurs de lys d’or, à la bande de gueules chargée de trois lionceaux d’argent. Armoiries de la Marche proposées par Robert Louis comme armoiries du département. Elles sont utilisées sur le fauteuil du président du Conseil départemental de la Creuse dans la salle de délibération. |
|                                                                                  | 24 Dordogne (armorial des communes)                                              | 24 Dordogne (armorial des communes)                                         | | De gueules aux trois lionceaux d’or armés, lampassés et couronnés d’azur. Armoiries du Périgord proposées par Robert Louis comme armoiries du département. |
|                                                                                  | 25 Doubs (armorial des communes)                                                 | 25 Doubs (armorial des communes)                                            | | Coupé ondé, en 1 d’azur semé de billettes d’or au lion couronné du même, armé et lampassé de gueules, issant de la partition et brochant sur le tout, et en 2 d’or à la fasce ondée d’azur. Armoiries proposées par Robert Louis. Ce sont les armes de la Franche-Comté avec une fasce ondée évoquant la rivière Doubs. |
|                                                                                  | 26 Drôme (armorial des communes)                                                 | 26 Drôme (armorial des communes)                                            | | Écartelé, au premier d'or, au dauphin vif d'azur, crêté, oreillé et barbelé de gueules (Dauphiné) ; au deuxième d'azur, à six besants d'argent, posés 3, 2 et 1, au chef d'or (Saint-Vallier) ; au troisième d'azur à trois bandes d'or (Adhémar de Monteil) ; au quatrième d'hermines, au chef d'or chaussé de gueules (Mévouillon). Armoiries utilisées par les sapeurs-pompiers du département. |
|                                                                                  | 26 Drôme (armorial des communes)                                                 | 26 Drôme (armorial des communes)                                            | Coupé ondé, en 1 d'or au dauphin vif d'azur, crêté, oreillé et barbelé de gueules, et en 2 d’azur à la fasce ondée d’argent. Armoiries proposées par Robert Louis. Ce sont les armes du Dauphiné avec une fasce ondée évoquant la rivière Drôme. | |
|                                                                                  | 27 Eure (armorial des communes)                                                  | 27 Eure (armorial des communes)                                             | | Coupé, en 1 de gueules aux deux léopards d’or (Normandie), et en 2 d’azur semé de fleurs de lys d’or, à la bande componé d’argent et de gueules de six pièces (comté d'Évreux). Armoiries proposées par Robert Louis. |
|                                                                                  | 28 Eure-et-Loir (armorial des communes)                                          | 28 Eure-et-Loir (armorial des communes)                                     | | Coupé ondé, en 1 d’azur aux trois fleurs de lys d’or et au lambel d’argent (Orléanais), en 2 aussi d’argent aux trois chevrons de gueules (Perche). Armoiries proposées par Robert Louis. |
|                                                                                  | 29 Finistère (armorial des communes)                                             | 29 Finistère (armorial des communes)                                        | | Parti, en 1 d’or au lion contourné de sable (Léon), et en 2 d’azur au bélier saillant d’argent onglé et accorné d’or (Cornouaille), au chef d’argent chargé de cinq mouchetures d’hermine de sable (Bretagne) Armoiries officielles depuis 1975 et utilisées dans le logo du conseil départemental. |
|                                                                                  | 29 Finistère (armorial des communes)                                             | 29 Finistère (armorial des communes)                                        | Émanché en pal d'azur et d'hermine. Armoiries proposées par Robert Louis. Ce sont les armes de la Bretagne avec un émanché évoquant la côte. | |
|                                                                                  | 30 Gard (armorial des communes)                                                  | 30 Gard (armorial des communes)                                             | | De gueules à la croix cléchée, vidée et pommetée de douze pièces d’or, au chef engrêlé d’argent. Armoiries proposées par Robert Louis. Ce sont les armes du Languedoc avec un chef engrêlé évoquant le pont du Gard. |
|                                                                                  | 31 Haute-Garonne (armorial des communes)                                         | 31 Haute-Garonne (armorial des communes)                                    | | De gueules à la croix cléchée, vidée et pommetée de douze pièces d’or (Languedoc), cantonnée de quatre otelles d’argent adossées et posées en sautoir (Comminges). Armoiries proposées par Robert Louis. |
|                                                                                  | 32 Gers (armorial des communes)                                                  | 32 Gers (armorial des communes)                                             | | D’argent au lion de gueules. Armoiries de l'Armagnac proposées par Robert Louis comme armoiries du département. |
|                                                                                  | 33 Gironde (armorial des communes)                                               | 33 Gironde (armorial des communes)                                          | | Gironné d’argent et d’azur de huit pièces, au chef de gueules chargé d’un léopard d’or, armé et lampassé d’azur. Armoiries proposées par Robert Louis avec en chef les armoiries de la Guyenne. Le gironné est parlant. |
|                                                                                  | 34 Hérault (armorial des communes)                                               | 34 Hérault (armorial des communes)                                          | | D’argent au tourteau de gueules (seigneurie de Montpellier) chargé d’une croix cléchée, vidée et pommetée de douze pièces d’or (Languedoc). Armoiries proposées par Robert Louis. |
|                                                                                  | 35 Ille-et-Vilaine (armorial des communes)                                       | 35 Ille-et-Vilaine (armorial des communes)                                  | | D’hermine aux deux pals ondés d’azur. Armoiries proposées par Robert Louis. Ce sont les armes de la Bretagne avec deux deux pals ondés évoquant l'Ille et la Vilaine. |
|                                                                                  | 36 Indre (armorial des communes)                                                 | 36 Indre (armorial des communes)                                            | | D’azur à trois jumelles ondées d'argent, accompagnées en chef d’un château d’argent ouvert de sable, couvert et pavillonné de gueules, accosté de deux fleurs de lys d’or en chef et accompagnées en pointe d’une fleur de lys aussi d’or, à la bordure engrêlée de gueules. Le conseil général a adopté le 24 avril 1965 une proposition des archives nationales, similaire à la proposition de Robert Louis en les augmentant du château Raoul. |
|                                                                                  | 36 Indre (armorial des communes)                                                 | 36 Indre (armorial des communes)                                            | D'azur à la fasce d'argent accompagnée de trois fleurs de lys d'or; à la bordure engrelée de gueules. Armoiries proposées par Robert Louis. Ce sont les armes du Berry avec une fasce ondée évoquant la rivière Indre. | |
|                                                                                  | 37 Indre-et-Loire (armorial des communes)                                        | 37 Indre-et-Loire (armorial des communes)                                   | | D’azur semé de fleurs de lys d’or à la bordure componée d’argent et de gueules. Armoiries de la Touraine proposées par Robert Louis comme armoiries du département. Elles ont été utilisées par le conseil général d'Indre-et-Loire. |
|                                                                                  | 38 Isère (armorial des communes)                                                 | 38 Isère (armorial des communes)                                            | | Coupé ondé, au premier d’azur à la fasce ondée d’argent, au second d’or au dauphin d’azur crêté, barbé, loré, peautré et oreillé de gueules. Armoiries proposées par Robert Louis. Ce sont les armes du Dauphiné avec une fasce ondée évoquant la rivière Isère. |
|                                                                                  | 39 Jura (armorial des communes)                                                  | 39 Jura (armorial des communes)                                             | | Coupé, au premier d’azur semé de billettes d’or au lion couronné du même, armé et lampassé de gueules, issant de la partition et brochant sur le tout, au second recoupé émanché de gueules et d’or. Armoiries proposées par Robert Louis et adoptées officiellement par le conseil général en 1951. Ce sont les armes de la Franche-Comté avec un émanché aux couleurs de la maison de Chalon évoquant les montagnes. |
|                                                                                  | 39 Jura (armorial des communes)                                                  | 39 Jura (armorial des communes)                                             | Coupé, au premier d’azur semé de billettes d’or au lion couronné du même, armé et lampassé de gueules, issant de la partition et brochant sur le tout, au second recoupé émanché de gueules et d’argent. Variante des armoiries précédents, l'or ayant été remplacé par l'argent et symboliserait la neige sur les montagnes du département. | |
|                                                                                  | 40 Landes (armorial des communes)                                                | 40 Landes (armorial des communes)                                           | | D’or à une fasce de gueules chargée d’un léopard d’or, accompagnée de trois pommes de pin de sable. Armoiries proposées par Robert Louis. Ce sont les armes de la Guyenne avec des pommes de pin évoquant l'arbre emblématique du département. Ces armoiries ont été utilisées par la chambre de commerce. |
|                                                                                  | 40 Landes (armorial des communes)                                                | 40 Landes (armorial des communes)                                           | Ecartelé au premier et au quatrième d'azur aux trois fleurs de lys d'or, au deuxième et au troisième de gueules au léopard d'or. | |
|                                                                                  | 41 Loir-et-Cher (armorial des communes)                                          | 41 Loir-et-Cher (armorial des communes)                                     | | Coupé ondé, au premier d’azur aux deux fleurs de lys d’or surmontées d’un lambel d’argent, au second aussi d’or à la fleur de lys aussi d’azur. Armoiries proposées par Robert Louis et utilisées par le conseil général Ce sont les armes de l'Orléanais avec le coupé ondé symbolisant la Loire. |
|                                                                                  | 42 Loire (armorial des communes)                                                 | 42 Loire (armorial des communes)                                            | | De gueules au dauphin d’or. Armoiries du Forez, proposées par Robert Louis comme armoiries du département. Elles sont utilisées par le conseil départemental Conférence permanente héraldique de la Loire, |
|                                                                                  | 43 Haute-Loire (armorial des communes)                                           | 43 Haute-Loire (armorial des communes)                                      | | De gueules au senestrochère d’argent mouvant d’une nuée d’azur au flanc dextre et tenant une crosse d’or, senestré d’un dextrochère aussi d’argent mouvant d’une nuée d’azur au flanc senestre et tenant une épée d’argent garnie d’or, à la bordure engrêlée d’argent. Armoiries du Velay, proposées par Robert Louis comme armoiries du département. |
|                                                                                  | 44 Loire-Atlantique (armorial des communes)                                      | 44 Loire-Atlantique (armorial des communes)                                 | | Écartelé, au premier d'azur au navire équipé d'or, soutenu d'une mer d'argent (Paimbœuf), au second de gueules à trois quintefeuilles d'hermine (Ancenis), au troisième de gueules semé de fleurs de lys d'or (Châteaubriant), au quatrième d'azur à la nef équipée et habillée d'argent voguant sur une mer du même mouvant de la pointe, la voile chargée d'une clef de sable posée de fasce, au chef d'argent chargé de cinq mouchetures d'hermine de sable et d'une clef d'or brochant en fasce sur les mouchetures, le panneton à sénestre vers la pointe (Saint-Nazaire), sur le tout de gueules au vaisseau équipé d'or, habillé d'hermine, voguant sur une mer de sinople mouvant de la pointe et ondée d'argent, au chef aussi d'hermine (Nantes). Armoiries officielles adoptées par le conseil général le 8 janvier 1930.                     |
|                                                                                  | 44 Loire-Atlantique (armorial des communes)                                      | 44 Loire-Atlantique (armorial des communes)                                 | D'hermine à la fasce ondée d'azur. Armoiries proposée par Robert Louis. Ce sont les armes de la Bretagne avec une fasce ondée évoquant la Loire. | |
|                                                                                  | 45 Loiret (armorial des communes)                                                | 45 Loiret (armorial des communes)                                           | | D’azur à la burelle ondée d’argent accompagnée de trois fleurs de lys d’or, le tout surmonté d’un lambel aussi d’argent. Armoiries proposées par Robert Louis et adoptées le 10 octobre 1964 par la commission d'héraldique urbaine du Loiret de l'Orléanais. Ce sont les armes de l'Orléanais avec une burelle ondée évoquant le Loiret. |
|                                                                                  | 46 Lot (armorial des communes)                                                   | 46 Lot (armorial des communes)                                              | | De gueules au pont de six arches d’argent, maçonné de sable, posé sur des ondes d’azur mouvant de la pointe, sommé de cinq tourelles aussi d’argent, maçonnées de sable, ouvertes du champ, surmontées de cinq fleurs de lys d’or. Armoiries du Quercy et de Cahors proposées par Robert Louis comme armoiries départementales. |
|                                                                                  | 47 Lot-et-Garonne (armorial des communes)                                        | 47 Lot-et-Garonne (armorial des communes)                                   | | Écartelé : au un, de gueules à une aigle d’argent volant de profil et tenant de ses pattes un listel de même sur lequel est écrit Agen en lettres capitales de sable, posée à dextre, et une tour d'or couverte en pavillon de trois pierres girouettées de même, à senestre (Agen) ; au deux, de gueules à quatre tours crénelées d'argent, maçonnées de sable, posées en croix et confrontées par les pieds entre lesquelles est posée une croix potencée aussi d'argent, au chef d'azur chargé de trois fleurs de lis d'or (Marmande) ; au trois, d’azur à un soleil d’or (Nérac) ; au quatre, d'azur à un pont de cinq arches posé sur une rivière d'argent, surmonté de trois tours ajourées de sable, celle du milieu plus haute, le tout d'argent (Villeneuve-sur-Lot). Armoiries adoptées officiellement par le Conseil général en octobre 2003. |
|                                                                                  | 47 Lot-et-Garonne (armorial des communes)                                        | 47 Lot-et-Garonne (armorial des communes)                                   | De gueules à un léopard d'or accompagné de deux fasces ondées d'argent. Armoiries proposées par Robert Louis. Ce sont les armes de Guyenne avec deux fasces évoquant le Lot et la Garonne. | |
|                                                                                  | 48 Lozère (armorial des communes)                                                | 48 Lozère (armorial des communes)                                           | Lozère | Parti, au premier d’azur semé de fleurs de lys d’or, au second aussi d’or aux quatre pals de gueules. Armoiries du Gévaudan proposées par Robert Louis comme armoiries du département. |
|                                                                                  | 49 Maine-et-Loire (armorial des communes)                                        | 49 Maine-et-Loire (armorial des communes)                                   | | Parti : au premier mi-parti d'azur à trois fleurs de lys d'or et à la bordure cousue de gueules (Anjou), au second d'azur à la croix patriarcale de gueules bordée d'or Armes de l'Anjou avec la croix patriarcale d'Anjou, devenue croix de Lorraine lorsque le roi René d'Anjou est devenu duc de Lorraine en 1420 par mariage. Armoiries utilisées par le conseil général et figurant sur l'insigne des sapeurs-pompiers. |
|                                                                                  | 49 Maine-et-Loire (armorial des communes)                                        | 49 Maine-et-Loire (armorial des communes)                                   | D'azur à trois fleurs de lys d'or, à la bordure cousue de gueules. Armoiries de l'Anjou proposées par Robert Louis comme armoiries du département. | |
|                                                                                  | 50 Manche (armorial des communes)                                                | 50 Manche (armorial des communes)                                           | | Parti ondé d’azur et de gueules aux deux léopards d’or, armés et lampassés d’azur, brochant sur la partition. Armoiries proposées par Robert Louis. Ce sont les armes de la Normandie avec un parti ondé d'azur évoquant la mer. |
|                                                                                  | 51 Marne (armorial des communes)                                                 | 51 Marne (armorial des communes)                                            | | D’azur à la fasce d’argent côtoyée de deux doubles burelles potencées et contre-potencées d’or. Armoiries proposées par Robert Louis et adoptées par le conseil général le 14 mai 1982. Ce sont les armes de Champagne avec la bande transformée en fasce et symbolisant la rivière Marne. |
|                                                                                  | 52 Haute-Marne (armorial des communes)                                           | 52 Haute-Marne (armorial des communes)                                      | | D’azur au pal d’argent côtoyé de deux doubles vergettes potencées et contre-potencées d’or. Armoiries proposées par Robert Louis et adoptées au début des années 1950. Ce sont les armes de Champagne avec la bande transformée en pal et symbolisant la rivière Marne. |
|                                                                                  | 53 Mayenne (armorial des communes)                                               | 53 Mayenne (armorial des communes)                                          | | D’azur au léopard d’or soutenu de deux fleurs de lys du même, à la bordure cousue de gueules, au pal ondé d’hermine brochant sur le tout. Armoiries adoptées par le conseil général de Mayenne : elles combinent les armoiries d'Anjou, de Normandie et de Bretagne. |
|                                                                                  | 53 Mayenne (armorial des communes)                                               | 53 Mayenne (armorial des communes)                                          | De gueules à la fasce ondée d'argent accompagnée en chef de six écussons d'or disposés 3-2-1 et en pointe d'un léopard d'or armé et lampassé d'azur. Armoiries proposées par Robert Louis. Elles combinent les armoiries du pays de Mayenne avec celles de la Normandie. | |
|                                                                                  | 53 Mayenne (armorial des communes)                                               | 53 Mayenne (armorial des communes)                                          | De gueules à six écussons d'or disposés 3-2-1. Autres armoiries proposées par Robert Louis. Ce sont les armes du pays de Mayenne. | |
|                                                                                  | 54 Meurthe-et-Moselle (armorial des communes)                                    | 54 Meurthe-et-Moselle (armorial des communes)                               | | D’or à la bande de gueules chargée de trois alérions d’argent, accostée de deux cotices ondées en bande. Armoiries proposées par Robert Louis. Ce sont les armes de la Lorraine avec deux cotices évoquant la Meurthe et la Moselle. |
|                                                                                  | 55 Meuse (armorial des communes)                                                 | 55 Meuse (armorial des communes)                                            | | D’azur semé de croisettes recroisetées au pied fiché d’or aux deux bars adossés du même brochant sur le tout. Armoiries du Barrois portées comme symbole identitaire depuis le début du XXe siècle (sous la IIIème république ) par des documents et des bâtiments du département de la Meuse. Ces armes historiques ont été préconisées en 1950 par Robert Louis comme armoiries du département. |
|                                                                                  | 56 Morbihan (armorial des communes)                                              | 56 Morbihan (armorial des communes)                                         | | Coupé ondé d’hermine et d’azur. Armoiries proposées par Robert Louis. Ce sont les armes de Bretagne avec un ondé évoquant la mer. Elles sont utilisées par l'association des maires du département. |
|                                                                                  | 57 Moselle (armorial des communes)                                               | 57 Moselle (armorial des communes)                                          | | Écartelé : au premier de gueules au dextrochère de carnation vêtu d’azur mouvant d’une nuée d’argent, tenant une épée du même garnie d’or et accostée de deux cailloux aussi d’or' (évêché de Metz), au deuxième d’or à la bande de gueules chargée de trois alérions d’argent (Lorraine), au troisième d’azur semé de croisettes recroisetées au pied fiché d’or aux deux barbeaux adossés du même brochant sur le tout (Barrois), au quatrième burelé d’argent et d’azur de dix pièces au lion à la queue fourchée de gueules passée en sautoir, armé, lampassé et couronné d’or (Luxembourg) ; sur le tout parti d’argent et de sable (Metz). Armoiries adoptées par le conseil général le 14 décembre 1948. |
|                                                                                  | 57 Moselle (armorial des communes)                                               | 57 Moselle (armorial des communes)                                          | Parti, au premier d'argent au dextrochère armé d'azur tenant une épée haute de gueules, une croix de Lorraine de pourpre brochant sur la lame de l'épée ; au second de sable au chardon arraché de deux feuilles piquantes d'argent. Les armoiries combinent celles de la ville de Metz avec le chardon lorrain symbole de la résistance à l'envahisseur et avec les armoiries du chapitre de la cathédrale de Metz, et la croix de Lorraine. Elles ont été adoptées officiellement le 12 juin 1946.                                                           | |
|                                                                                  | 57 Moselle (armorial des communes)                                               | 57 Moselle (armorial des communes)                                          | Écartelé, au premier parti d'argent et de sable (Metz) ; au second d'or à trois pals alésés et fichés de gueules (Briey); au troisième d'or à la bande de gueules chargée de trois alérions d'argent (Sarreguemines au XIXe siècle) ; au quatrième d'azur à une fortification de rempart à trois tours crénelées d'or, celle du milieu supérieure, maçonnées de sable, ouvertes et ajourées d'argent (Thionville) Elles ont été approuvées lors de la session du conseil général du 31 août 1857 pour la décoration de la façade des bâtiments départementaux. | |
|                                                                                  | 58 Nièvre (armorial des communes)                                                | 58 Nièvre (armorial des communes)                                           | | Bandé d’or et d’azur de six pièces à la bordure engrêlée de gueules. Armoiries du Nivernais proposées par Robert Louis comme armoiries du département. Elles ont été utilisées par le conseil général. |
|                                                                                  | 59 Nord (armorial des communes)                                                  | 59 Nord (armorial des communes)                                             | | D’or au lion de sable, armé et lampassé de gueules. Armoiries de la Flandre proposées par Robert Louis comme armoiries du département. |
|                                                                                  | 60 Oise (armorial des communes)                                                  | 60 Oise (armorial des communes)                                             | | Taillé, d'or à trois bandes d'azur (Ponthieu), et d'azur semé de fleurs de lys d'or (Île-de-France) ; à la barre d'argent brochant sur la partition. |
|                                                                                  | 60 Oise (armorial des communes)                                                  | 60 Oise (armorial des communes)                                             | D'azur semé de fleurs de lys d'or au pal ondé d'argent. Armoiries proposées par Robert Louis. Ce sont les armes de l'Île-de-France avec un pal ondé symbolisant la rivière Oise. | |
|                                                                                  | 61 Orne (armorial des communes)                                                  | 61 Orne (armorial des communes)                                             | | Coupé : au premier de gueules aux deux léopards d’or armés et lampassés d’azur (Normandie), au second d’azur aux trois fleurs de lys d’or brisé d’une bordure de gueules chargée de huit besants d’argent (Alençon). Armoiries proposées par Robert Louis. |
|                                                                                  | 62 Pas-de-Calais (armorial des communes)                                         | 62 Pas-de-Calais (armorial des communes)                                    | | D’azur semé de fleurs de lys d’or et brisé en chef d’un lambel de gueules de trois pendants chargés chacun de trois petits châteaux aussi d’or rangés en pal, à la bordure du même chargée de trois tourteaux de gueules. Armoiries proposées par Robert Louis. Elles combinent les armoiries de l'Artois et du Boulonnais. |
|                                                                                  | 63 Puy-de-Dôme (armorial des communes)                                           | 63 Puy-de-Dôme (armorial des communes)                                      | | D’or au gonfanon de gueules frangé de sinople (Auvergne), sur le tout aussi d’or au griffon coupé de gueules et de sinople (Haute-Auvergne). Armoiries proposées par Robert Louis. |
|                                                                                  | 64 Pyrénées-Atlantiques (armorial des communes)                                  | 64 Pyrénées-Atlantiques (armorial des communes)                             | | Écartelé : au premier de gueules aux chaînes d’or posées en orle, en croix et en sautoir, chargées en cœur d’une émeraude au naturel (Basse-Navarre), au deuxième d’or aux deux vaches de gueules, accornées, colletées et clarinées d’azur, passant l’une sur l’autre (Béarn), au troisième parti : au I d’or au lion de gueules tenant de sa dextre un dard du même posé en barre, au II d’azur à la fleur de lys d’or (Labourd), au quatrième de gueules au lion d’or (Soule). Armoiries proposées par Robert Louis. Elles sont utilisées par la préfecture. |
|                                                                                  | 65 Hautes-Pyrénées (armorial des communes)                                       | 65 Hautes-Pyrénées (armorial des communes)                                  | | D’or aux deux lions léopardés de gueules, armés et lampassés d’azur. Armoiries de Bigorre proposées par Robert Louis comme armoiries du département. |
|                                                                                  | 66 Pyrénées-Orientales (armorial des communes)                                   | 66 Pyrénées-Orientales (armorial des communes)                              | | D’or aux quatre pals de gueules. Armoiries du Roussillon et de la Catalogne proposées par Robert Louis comme armoiries du département. |
|                                                                                  | 67 Bas-Rhin (armorial des communes)                                              | 67 Bas-Rhin (armorial des communes)                                         | | De gueules à la bande d’argent côtoyée de deux cotices fleuronnées du même. Armoiries de la Basse-Alsace approuvées par échange de lettres entre préfet du Bas-Rhin et préfet du Haut-Rhin en 1948. |
|                                                                                  | 68 Haut-Rhin (armorial des communes)                                             | 68 Haut-Rhin (armorial des communes)                                        | | De gueules à la bande d’or accompagnée de six couronnes du même, trois en chef et trois renversées en pointe. Armoiries de la Haute-Alsace approuvées par échange de lettres entre préfet du Bas-Rhin et préfet du Haut-Rhin en 1948. |
|                                                                                  | 69 Rhône (circonscription départementale) (armorial des communes)                | 69D Rhône (département collectivité) & 69M Métropole de Lyon (collectivité) | | Parti : au premier de gueules au lion d’argent et au chef cousu d’azur chargé de trois fleurs de lys d’or (Lyonnais), au second d’or au lion de sable armé et lampassé de gueules brisé d’un lambel de cinq pendants du même (Beaujolais). Armoiries créées par Georges Guigue en 1911 et adoptées ultérieurement par le Conseil général,. |
|                                                                                  | 69 Rhône (circonscription départementale) (armorial des communes)                | 69D Rhône (département collectivité) & 69M Métropole de Lyon (collectivité) | Parti : d'or au lion contourné de sable armé et lampassé de gueules brisé d'un lambel à cinq pendants du même (Beaujolais), et de gueules au lion d'argent armé, lampassé et couronné d'or (Lyonnais). Armoiries proposées par Robert Louis . | |
|                                                                                  | 70 Haute-Saône (armorial des communes)                                           | 70 Haute-Saône (armorial des communes)                                      | | D’azur semé de billettes d’or au lion couronné du même, armé et lampassé de gueules, tenant entre ses pattes antérieures un croissant d’argent, brochant sur le tout ; au chef ondé cousu de gueules chargé d’une fasce aussi ondée d’argent. Armoiries officielles adoptées en 1965 par le conseil général Franche-Comté, le croissant évoquant les armoiries de Vesoul, la fasce et le chef ondé la rivière Saône. |
|                                                                                  | 70 Haute-Saône (armorial des communes)                                           | 70 Haute-Saône (armorial des communes)                                      | Coupé, au premier d'azur semé de billettes d'or au lion rampant d'or couronné du même, armé et lampassé de gueules issant de la partition; au deuxième de gueules au pal ondé d'argent. Armoiries proposées par Robert Louis. Ce sont les armes de la Franche-Comté avec le second du parti évoquant la rivière Saône. | |
|                                                                                  | 71 Saône-et-Loire (armorial des communes)                                        | 71 Saône-et-Loire (armorial des communes)                                   | | D’or aux deux pals ondés d’azur, au chef parti : au premier d’azur semé de fleurs de lys d’or et à la bordure componée d’argent et de gueules, au second bandé d’or et d’azur de six pièces et à la bordure de gueules. Armoiries proposées par Robert Louis. Le chef est un dérivé des armoiries de la Bourgogne, les pals ondés évoquant la Saône et la Loire. |
|                                                                                  | 72 Sarthe (armorial des communes)                                                | 72 Sarthe (armorial des communes)                                           | | D’azur semé de fleurs de lys d’or à la bordure cousue de gueules chargée au canton dextre d’un lion d’argent. Armoiries du Maine, adoptées par le conseil général le 22 avril 1961. |
|                                                                                  | 73 Savoie (armorial des communes)                                                | 73 Savoie (armorial des communes)                                           | | D’azur chaussé d'argent, au premier à l’écusson cousu de gueules chargé d’une croix du deux. Armoiries proposées par Robert Louis. L'écusson est celui de la Savoie, le chaussé évoque les vallées. |
| 73+74 Pays de Savoie (ou Savoie Mont-Blanc) (départements Savoie + Haute-Savoie) | 73+74 Pays de Savoie (ou Savoie Mont-Blanc) (départements Savoie + Haute-Savoie) |                                                                             | De gueules à la croix d'argent Blason du duché de Savoie commun aux 2 départements de la même manière que le blason corse, utilisés sur les 2 logos des 2 départements et utilisés indifféremment par les collectivités locales des 2 départements, | |
| 73+74 Pays de Savoie (ou Savoie Mont-Blanc) (départements Savoie + Haute-Savoie) | 73+74 Pays de Savoie (ou Savoie Mont-Blanc) (départements Savoie + Haute-Savoie) |                                                                             | De gueules à la croix d'argent Blason du duché de Savoie commun aux 2 départements de la même manière que le blason corse, utilisés sur les 2 logos des 2 départements et utilisés indifféremment par les collectivités locales des 2 départements, | |
| 74 Haute-Savoie (armorial des communes)                                          | 74 Haute-Savoie (armorial des communes)                                          |                                                                             | D’argent à l’écusson de gueules chargé d’une croix du champ ; chappé d’azur. Armoiries proposées par Robert Louis. L'écusson est celui de la Savoie, le chappé évoque les montagnes. | |
|                                                                                  | 75 Paris (Armoiries de Paris)                                                    | 75 Paris (Armoiries de Paris)                                               | | De gueules à la nef équipée et habillée d’argent voguant sur des ondes du même mouvant de la pointe, au chef cousu d’azur semé de fleurs de lys d’or. Armoiries de la ville de Paris. |
| 75 Paris                                                                         | 75 Paris                                                                         |                                                                             | D'azur au tourteau de gueules, chargé d'une nef équipée d'argent voguant sur des ondes du même, le tourteau cerclé et fleurdelisé d'or de douze pièces. Nef de Paris qui rayonne au centre de l'Île-de-France. Armoiries proposées par Robert Louis pour le département de Paris. | |
|                                                                                  | 76 Seine-Maritime (armorial des communes)                                        | 76 Seine-Maritime (armorial des communes)                                   | | De gueules à la fasce ondée d’argent, accompagnée de deux léopards d’or, armés et lampassés d’azur. Armoiries proposées par Robert Louis. Ce sont les armes de la Normandie avec une fasce évoquant la Seine. |
|                                                                                  | 77 Seine-et-Marne (armorial des communes)                                        | 77 Seine-et-Marne (armorial des communes)                                   | | D’azur semé de fleurs de lys d’or aux deux fasces ondées d’argent brochant sur le tout. Armoiries proposées par Robert Louis. Ce sont les armes d'Île-de-France avec des fasces évoquant la Seine et la Marne. |
|                                                                                  | 78 Yvelines (armorial des communes)                                              | 78 Yvelines (armorial des communes)                                         | | D’azur semé de fleurs de lys d’or aux deux bandes ondées d’argent brochant sur le tout. Armoiries proposées par Robert Louis pour la Seine-et-Oise et réadoptées par la Commission héraldique des Yvelines. Ce sont les armes d'Île-de-France avec deux bandes évoquant à l'origine la Seine et l'Oise. |
|                                                                                  | 78 Yvelines (armorial des communes)                                              | 78 Yvelines (armorial des communes)                                         | D'azur au soleil accompagné de trois fleurs de lys, le tout d'or ; à la bordure du même, chargée de huit quintefeuilles d'azur. Le soleil à face humaine fut le symbole de Louis XIV qui créa Versailles et fit rayonner le "Grand siècle" sur le monde. Les trois fleurs de lys qui l'accompagnent sont les armoiries de l'Île-de-France (moderne). La bordure semée de quintefeuilles évoque la forêt des Yvelines dont le nom devint celui du département. Armoiries proposées par Robert Louis pour le département de Seine-et-Oise.                       | |
|                                                                                  | 79 Deux-Sèvres (armorial des communes)                                           | 79 Deux-Sèvres (armorial des communes)                                      | | De gueules aux deux burelles ondées d’argent, accompagnées de cinq tours d’or ordonnées 2, 1 et 2. Armoiries proposées par Robert Louis. Ce sont les armes du Poitou avec deux burelles évoquant la Sèvre niortaise et la Sèvre nantaise. |
|                                                                                  | 80 Somme (armorial des communes)                                                 | 80 Somme (armorial des communes)                                            | | Écartelé : au premier et au quatrième d’azur aux trois fleurs de lys d’or, au deuxième et au troisième de gueules aux trois lionceaux d’or ; à la burelle d’argent brochant sur la partition. Armoiries adoptées en 1972 : elles sont dérivées des armoiries de Picardie, la burelle évoquant le fleuve Somme |
|                                                                                  | 80 Somme (armorial des communes)                                                 | 80 Somme (armorial des communes)                                            | D'or à trois bandes d'azur (Ponthieu). Armoiries proposées par Robert Louis. | |
|                                                                                  | 81 Tarn (armorial des communes)                                                  | 81 Tarn (armorial des communes)                                             | | D’or au chef-pal de gueules chargé d’une croisette cléchée, vidée et pommetée de douze pièces du champ. Armoiries proposées par Robert Louis : la croix est celle du Languedoc, le chef-pal évoque la première lettre du nom du département. |
|                                                                                  | 82 Tarn-et-Garonne (armorial des communes)                                       | 82 Tarn-et-Garonne (armorial des communes)                                  | | Écartelé, au premier, de gueules au léopard lionné d'or (Rouergue) ; au second, écartelé : en I et IV, d'azur au lion d'argent et en II et III, de gueules à la gerbe d'or (Gascogne) ; au troisième, de gueules à la croix occitane d'or (Languedoc) ; au quatrième, de gueules au léopard d'or (Guyenne). Les armoiries sont officielles. |
|                                                                                  | 82 Tarn-et-Garonne (armorial des communes)                                       | 82 Tarn-et-Garonne (armorial des communes)                                  | Coupé, de gueules au léopard d'or (Guyenne) et de gueules à la croix occitane d'or (Languedoc). Armoiries proposées par Robert Louis. | |
|                                                                                  | 83 Var (armorial des communes)                                                   | 83 Var (armorial des communes)                                              | | D’azur chaussé d’or à la fleur de lys du même surmontée d’un lambel de gueules. Armoiries proposées par Robert Louis. Ce sont les armes angevines de Provence avec un chaussé évoquant la première lettre du nom du département. |
|                                                                                  | 84 Vaucluse (armorial des communes)                                              | 84 Vaucluse (armorial des communes)                                         | | Écartelé : au premier de gueules aux clefs de Saint Pierre passées en sautoir, l’une d’or et l’autre d’argent (Comtat Venaissin), au deuxième d’azur à la fleur de lys d’or surmontée d’un lambel de gueules (Provence), au troisième d’azur à la branche d’oranger fruitée de trois pièces d’or, tigée et feuillée de sinople, au chef d’or chargé d’un huchet d’azur embouché, virolé et enguiché de gueules (Orange), au quatrième aussi de gueules aux trois clefs d’or posées en fasce et rangées en pal (Avignon) Armoiries adoptées le 4 juin 1971. |
|                                                                                  | 84 Vaucluse (armorial des communes)                                              | 84 Vaucluse (armorial des communes)                                         | De gueules à deux clés posées en sautoir, les anneaux liés par un cordon d'azur. Armoiries du Comtat Venaissin, proposées par Robert Louis comme armoiries du département. | |
|                                                                                  | 85 Vendée (armorial des communes)                                                | 85 Vendée (armorial des communes)                                           | | D’argent au double cœur vidé, couronné et croiseté de gueules (Vendée), à la bordure componée d’azur à la fleur de lys d’or (France) et de gueules au château donjonné de trois tourelles aussi d’or (Poitou) Armoiries officielles depuis 1944. |
|                                                                                  | 86 Vienne (armorial des communes)                                                | 86 Vienne (armorial des communes)                                           | | De gueules au pal ondé d’argent, accompagné de cinq châteaux donjonnés de trois tourelles d’or, ordonnés en sautoir et brochant sur le tout. Armoiries proposées par Robert Louis. Ce sont les armes du Poitou avec un pal ondé évoquant la Vienne. |
|                                                                                  | 87 Haute-Vienne (armorial des communes)                                          | 87 Haute-Vienne (armorial des communes)                                     | | D’hermine à la bordure de gueules, à la fasce ondée d’azur brochant sur le tout. Armoiries proposées par Robert Louis : dérivé des armoiries du Limousin, la fasce ondée évoque la rivière Vienne. |
|                                                                                  | 88 Vosges (armorial des communes)                                                | 88 Vosges (armorial des communes)                                           | | De sinople mantelé d'argent à trois sapins de l'un en l'autre, au chef d'or à la bande de gueules chargée de trois alérions d'argent. Armoiries adoptées en 1946 : le chef est dérivé des armoiries de la Lorraine, le sinople évoque les forêts de sapin, l'argent la neige. |
|                                                                                  | 89 Yonne (armorial des communes)                                                 | 89 Yonne (armorial des communes)                                            | | D'azur au pairle d'or, à la bordure de gueules. Armoiries adoptées en 1990 : les couleurs sont celles de la Bourgogne, le pairle évoque les trois arrondissements et la première lettre du nom du département. |
|                                                                                  | 89 Yonne (armorial des communes)                                                 | 89 Yonne (armorial des communes)                                            | D’or au pairle d’azur, au chef parti : au premier d’azur semé de fleurs de lys d’or et à la bordure componée d’argent et de gueules, au second bandé d’or et d’azur de six pièces et à la bordure de gueules. Armoiries proposées par Robert Louis : le chef dérive des armoiries de Bourgogne, le pairle évoque la première lettre du nom du département. | |
|                                                                                  | 90 Territoire de Belfort (armorial des communes)                                 | 90 Territoire de Belfort (armorial des communes)                            | | D’azur aux trois jumelles d’or, à la tour crénelée, couverte et girouettée d’or, ajourée et ouverte du champ, maçonnée de sable, brochant sur le tout. Armoiries adoptées en 1957 : armoiries du comté de Belfort augmentées de la tour des armoiries de la ville de Belfort. |
|                                                                                  | 90 Territoire de Belfort (armorial des communes)                                 | 90 Territoire de Belfort (armorial des communes)                            | D’azur à la tour crénelée, couverte et girouettée d’or, ajourée et ouverte du champ, maçonnée de sable (Belfort), surchargée en abîme d'un écusson de gueules à la bande d'or accompagnée de six couronnes du même posées en bande, ordonnées en orle, trois en chef et trois renversées en pointe (Haute-Alsace). Armoiries proposées par Robert Louis. | |
|                                                                                  | 91 Essonne (armorial des communes)                                               | 91 Essonne (armorial des communes)                                          | | D’azur à la bande ondée d’argent, accompagnée en chef d’un besant éclatant de dix huit rais chargés de vingt trois besants de taille très inférieure et en pointe d’un semé de fleurs de lys Île-de-France, le tout d’or Armoiries adopté en 1989 : le besant éclatant évoquant la recherche nucléaire et la bande ondée la rivière Essonne. |
|                                                                                  | 91 Essonne (armorial des communes)                                               | 91 Essonne (armorial des communes)                                          | D'azur semé de fleurs de lys d'or, au chevron ondé, couché, contourné d'argent, brochant sur le tout. Armoiries proposées par Robert Louis. Ce sont les armes de l'Île-de-France avec un chevron ondé symbolisant le confluent de la Seine et de l'Essonne. | |
|                                                                                  | 92 Hauts-de-Seine (armorial des communes)                                        | 92 Hauts-de-Seine (armorial des communes)                                   | | Parti d'azur à une fleur de lys d'or (Antony) et d'azur à une nef d'argent (Boulogne-Billancourt), au chef d'argent chargé d'une fasce ondée d'azur (Nanterre) Armoiries officielles depuis le 1er juin 1970. |
|                                                                                  | 92 Hauts-de-Seine (armorial des communes)                                        | 92 Hauts-de-Seine (armorial des communes)                                   | Parti d'azur à une fleur de lys d'or (Antony) et de gueules à une nef d'argent (Boulogne-Billancourt), au chef d'argent chargé d'une fasce ondée d'azur (Nanterre) Variante erronée des armoiries précédente, la nef de Boulogne-Billancourt figurant sur champ de gueule. Cette version résulte sans doute d'une confusion avec les armoiries de Paris. | |
|                                                                                  | 92 Hauts-de-Seine (armorial des communes)                                        | 92 Hauts-de-Seine (armorial des communes)                                   | D'azur semé de fleurs de lys d'or, à la fasce ondée d'argent, brochant sur le tout ; au chef denché. Armoiries proposées par Robert Louis. Ce sont les armes de l'Île-de-France avec une fasce ondée symbolisant la Seine et un chef denché symbolisant les coteaux qui obligent le fleuve à effectuer le méandre. | |
|                                                                                  | 93 Seine-Saint-Denis (armorial des communes)                                     | 93 Seine-Saint-Denis (armorial des communes)                                | | Coupé : au premier d’azur semé de fleurs de lys d’or, au second de gueules au vol d’aronde ployé d’argent embrassant trois épis de blé d’or ordonnés en éventail ; à la roue d’engrenage d’argent brochant sur la partition. Armoiries dérivées de celles de l'Île-de-France, le vol évoque l'aéroport du Bourget, les trois épis les activités agricoles du département, la roue l'industrie. |
|                                                                                  | 93 Seine-Saint-Denis (armorial des communes)                                     | 93 Seine-Saint-Denis (armorial des communes)                                | D'azur semé de fleurs de lis d'or, à la fasce ondée d'argent brochant sur le tout ; à la plaine d'or Armoiries proposées par Robert Louis. Ce sont les armes de l'Île-de-France avec une fasce ondée symbolisant la Seine et la plaine symbolisant la plaine. | |
|                                                                                  | 94 Val-de-Marne (armorial des communes)                                          | 94 Val-de-Marne (armorial des communes)                                     | | D’or, chaussé d'azur semé de fleurs de lys d’or au chevron renversé et ondé d’argent brochant sur le tout du chaussé. Armoiries proposées par Robert Louis. Ce sont les armes de l'Île-de-France avec un chaussé évoquant la première lettre du département et un chevron symbolisant le confluant de la Marne et de la Seine,. |
|                                                                                  | 95 Val-d’Oise (armorial des communes)                                            | 95 Val-d’Oise (armorial des communes)                                       | | De gueules à la cotice en barre ondée d’argent accompagnée en chef d’un alérion d’or et en pointe d’une croisette ancrée du même, à la bordure cousue d’azur chargée de dix fleurs de lys aussi d’or. Armoiries créées par Mireille Louis : la barre ondée évoque la rivière Oise, l'alérion la famille de Montmorency, la croix celle de Neuville de Villeroy, les fleurs de lys l'Île-de-France. Elles ont été utilisées officiellement jusqu'à la fin des années 1980. |
|                                                                                  | 95 Val-d’Oise (armorial des communes)                                            | 95 Val-d’Oise (armorial des communes)                                       | D'or, chaussé d'azur semé de fleurs de lys d'or, au pal ondé d'argent brochant sur le tout du chaussé. Armoiries proposées par Robert Louis. Ce sont les armes de l'Île-de-France avec une chaussée symbolisant la vallée et le pal symbolisant l'Oise. | |

## Départements d'Outre-mer
| Département | Département                            | Armoiries | Blasonnement et description |
| ----------- | -------------------------------------- | --------- | --- |
|             | 971 Guadeloupe (armorial des communes) |           | De sable aux cannes à sucre feuillées de sinople, au soleil rayonnant d'or brochant sur le tout, au chef d'azur semé de trois fleurs de lys d'or. Armoiries de Basse-Terre avec l'ajout de cannes à sucre. Il existe également une version au champ de gueules. |
|             | 972 Martinique (armorial des communes) |           | Le blason (non officiel) dérivé du drapeau aux serpents à la symbolique contestée, a été supprimé partout depuis 2018 et ne peut plus guère se revendiquer comme représentant la Martinique. Son successeur est en attente. |
|             | 973 Guyane (armorial des communes)     |           | Tiercé en fasce, de chef à trois fleurs de lys d'or surmontées de la date 1643, de gueules à la pirogue ramée au naturel chargée d'or voguant sur une mer de sinople portant trois nénuphars d'argent. Armoiries de Cayenne. |
|             | 974 La Réunion (armorial des communes) |           | Écartelé, au premier de sinople à deux volcans d'argent, celui de dextre en éruption, celui de senestre surmonté de trois lettres "M" le tout sur une mer du même; au deuxième parti d'azur et de gueules à la nef d'argent voguant sur une mer du même brochant sur le tout ; au troisième, d'azur à trois fleurs de lys d'or ; au quatrième, de gueules semé d'abeilles d'or ; à l'écusson tiercé en pal d'azur, d'argent chargé des lettres entrelacées R et F d'or et de gueules, en abîme. Le premier quart évoque le Piton de la Fournaise, le second reprend la nef et les couleurs des armoiries de Paris, le troisième évoque le royaume de France rappelant que l'île s'appelait jusqu'en 1848 « île Bourbon », le quatrième évoque le Premier Empire rappelant que l'île s'appelait de 1809 à 1814 « île Bonaparte » ; l'écusson central évoque la République française. Les armoiries ont été agréées le 7 janvier 1925 par le Comité central de l'exposition réunionnaise. |
|             | 976 Mayotte (armorial des communes)    |           | Coupé, d'azur au croissant d'argent, et de gueules à deux fleurs d'or boutonnée d'argent ; à la bordure dentelée d'argent. Les armoiries ont été créées par Michel Chabin, ancien directeur des Archives de la Réunion et dessinées par une artiste locale, Pascale Santerre. Elles ont été adoptées par délibération du conseil général le 23 juillet 1982. |

## Anciens départements métropolitains
| Départements | Départements                      | Armoiries | Blasonnement et description |
| ------------ | --------------------------------- | --------- | --- |
|              | 75 Seine (de 1790 à 1968)         |           | D’azur semé de fleurs de lys d’or à la fasce ondée d’argent brochant sur le tout. Armoiries proposées par Robert Louis. Ce sont les armes de l'Île-de-France avec une fasce évoquant la Seine. |
|              | 78 Seine-et-Oise (de 1790 à 1968) |           | D’azur semé de fleurs de lys d’or aux deux bandes ondées d’argent brochant sur le tout57.Armoiries proposées par Robert Louis pour la Seine-et-Oise et réadoptées par la Commission héraldique des Yvelines. Ce sont les armes d'Île-de-France avec deux bandes évoquant à l'origine la Seine et l'Oise. |